# Centro de Televisión de Canal 13
El Centro de Televisión de Canal 13, también conocido por su dirección Inés Matte Urrejola 0848, es el complejo de edificios que albergan a las instalaciones de la cadena de televisión chilena Canal 13, y está ubicado en la comuna de Providencia, Santiago de Chile.  
El complejo está compuesto por 13 estudios de televisión y 4 de radio; dependencias de producción y posproducción de video, audio y gráfica; talleres de realización de vestuario y escenografía, y los controles maestros de emisión de las señales nacionales de Canal 13 y T13 En Vivo, sus señales de pago 13C y Rec TV, y la señal internacional 13i.
En mayo de 2018 y tras una operación de 10 millones de euros, el Grupo Luksic, propietario de la cadena, vendió toda su infraestructura técnica, de emisión y posproducción a la filial local del grupo de comunicación español Secuoya.

## Historia

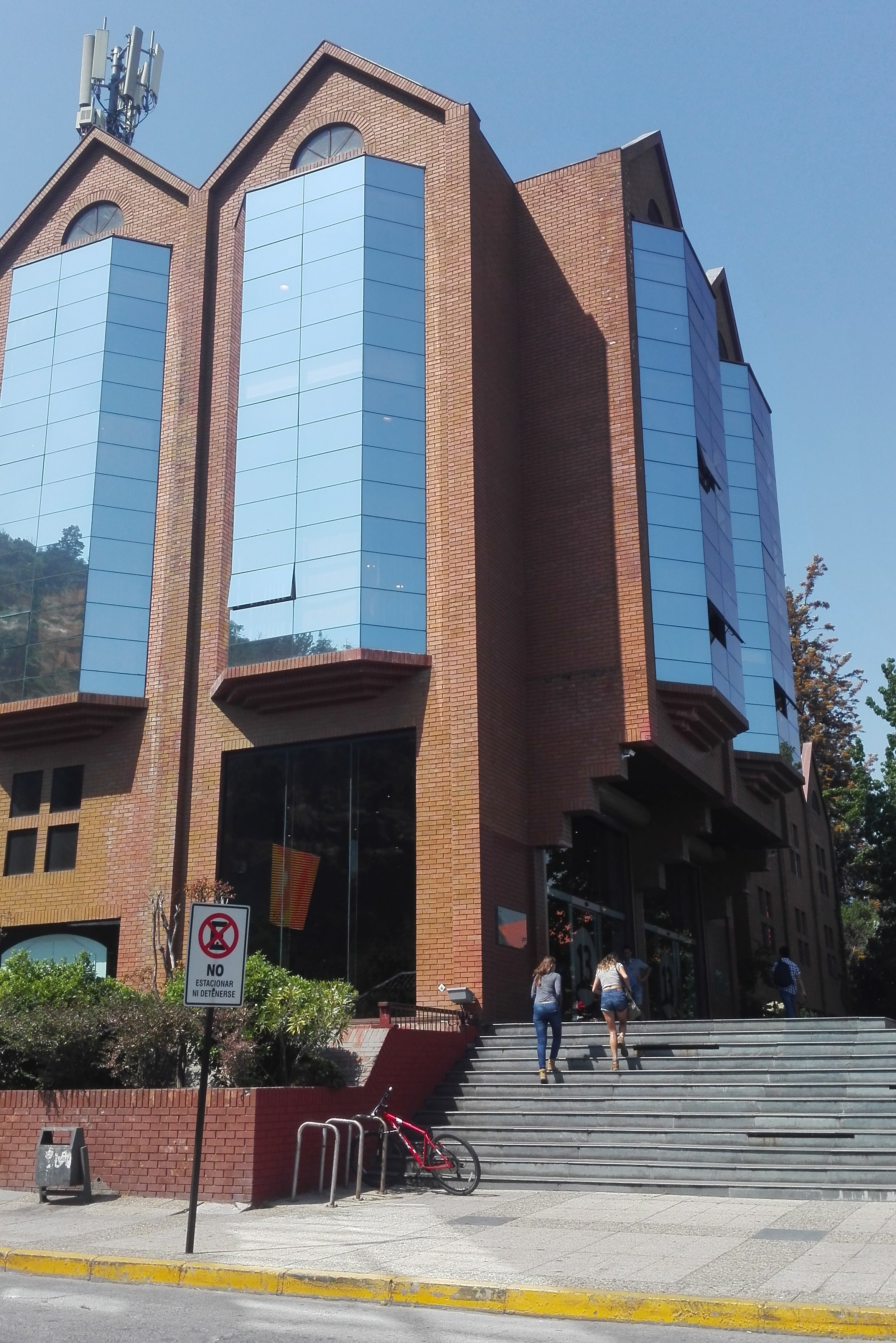
Acceso principal al complejo.

Los primeros estudios de Canal 13 estaban ubicados en el cuarto piso de Lira 46, al interior de la Casa Central de la Pontificia Universidad Católica de Chile. Desde 1972, el arquitecto Eduardo San Martín realizó diversos trabajos para el canal, habilitando oficinas para Teletrece y estudios para Sábados gigantes y la teleserie La madrastra.
En 1979 el canal había adquirido un sitio de 16 500 m² que era ocupado por antiguas bodegas de la empresa Philips Chilena (quienes poseían dichas dependencias en ese lugar por estar próximas a su entonces casa matriz de Avenida Santa María), preferentes por su ubicación cerca de otros canales de televisión, y la antena transmisora ubicada en el cerro San Cristóbal. Tras el incendio del estudio D —donde se grababa la teleserie La madrastra— el 20 de julio de 1981, el director ejecutivo del canal Eleodoro Rodríguez Matte decidió acelerar la construcción del edificio que albergara todos los estudios y oficinas destinados especialmente para televisión.
La primera etapa del Centro de Televisión fue construida entre 1982 y 1983 e inaugurada el 15 de julio del último año, y estuvo a cargo de la oficina de los arquitectos Eduardo San Martín, Patricio Wenborne y Enrique Browne; en dicha etapa se construyeron 5 estudios: dos de 930 y 600 m² destinados a programas con público en vivo, uno de 400 m² para grabación de teleseries, uno de 180 m² para los programas informativos, y uno de 77 m² destinado para la continuidad. También se contemplaba en su esquina surponiente la construcción de una torre destinada a oficinas de administración, la cual finalmente no se construyó.
Antes de su inauguración oficial, Canal 13 ya se encontraba ocupando parte de las dependencias a partir del 12 de abril de 1983, mientras que el Departamento de Prensa se instaló oficialmente en el edificio el 15 de mayo. La segunda, tercera y cuarta etapas —construidas hasta 1994, y consistente en la torre de la fachada delantera, el Estudio 9 y la ampliación del estacionamiento subterráneo— corresponden a San Martín, Wenborne y Gastón Pascal; el edificio con todas sus etapas finalizadas fue inaugurado el 21 de diciembre de 1994.
Frente al acceso principal del canal, en la intersección de las calles Alcalde Dávalos, Inés Matte Urrejola y Monitor Araucano fue construida en 1995 la Plaza Alcalde Dávalos, inaugurada el 13 de diciembre de dicho año y que cuenta con 4 niveles de 182 estacionamientos subterráneos, los cuales fueron los primeros licitados por una municipalidad en Chile. Posteriormente la plazoleta fue renombrada como «Plaza Eleodoro Rodríguez Matte» en honor al exdirector de Canal 13.
En 2013, el canal adquirió las dependencias de Chilevisión —que se encontraba en dicho lugar desde 1966— ubicadas en el terreno contiguo, con el propósito de ampliar sus oficinas y estudios; sin embargo, solo durante 2016 se materializó el traslado de sus equipos a sus nuevas dependencias, ubicadas en los terrenos de la antigua fábrica textil Machasa en el límite sur de la comuna de Santiago, y que fueron adquiridos por Sebastián Piñera, controlador en ese entonces de Chilevisión en 2007. A finales de mayo de 2019 dicho terreno fue enajenado por Canal 13 por USD$20 millones (CLP$14 200 millones) y será redestinado para uso habitacional.